# Ilex pingheensis
Ilex pingheensis är en järneksväxtart som beskrevs av Chang Jiang Tseng. Ilex pingheensis ingår i släktet järnekar, och familjen järneksväxter. Inga underarter finns listade i Catalogue of Life.